# Södra Kytökäringen
Södra Kytökäringen är en ö i Finland. Den ligger i Finska viken och i kommunen Esbo i den ekonomiska regionen  Helsingfors i landskapet Nyland, i den södra delen av landet. Ön ligger omkring 17 kilometer sydväst om Helsingfors.
Öns area är 1,7 hektar och dess största längd är 180 meter i nord-sydlig riktning. Närmaste större samhälle är Helsingfors, 16,1 km nordost om Södra Kytökäringen.